# Empiricism
Empiricism — пятый студийный альбом группы Borknagar, вышедший в 2001 году,
На Empiricism к группе присоединились вокалист Vintersorg и басист Tyr. Это последний альбом с участием гитариста Дженса Ф. Райланда.

## Список композиций
1. «The Genuine Pulse» — 4:51 (Брюн)
2. «Gods of My World» — 4:25 (Брюн)
3. «The Black Canvas» — 5:18 (Брюн, Недланд)
4. «Matter & Motion» — 2:30 (Недланд)
5. «Soul Sphere» — 6:40 (Брюн)
6. «Inherit the Earth» — 5:29 (Брюн, Микелсон)
7. «The Stellar Dome» — 5:36 (Брюн)
8. «Four Element Synchronicity» — 5:51 (Брюн, Винтерсорг)
9. «Liberated» — 4:51 (Брюн, Недланд)
10. «The View of Everlast» — 4:28 (Брюн)

## Участники записи
- Vintersorg — вокал
- Эйстейн Брюн — гитара
- Дженс Ф. Райланд — гитара
- Ларс Недланд — синтезатор, Орган Хаммонда, фортепиано, бэк-вокал
- Tyr — бас-гитара
- Асгеир Микельсон — ударные